# Tamara Bykova
Tamara Vladimirovna Bykova (in russo Тамара Владимировна Быкова?; Azov, 21 dicembre 1958) è un'ex altista sovietica, campionessa mondiale della specialità.

## Biografia
In aggiunta alle dieci medaglie conquistate in carriera in manifestazioni internazionali, con 2,05 m detiene la 9ª prestazione mondiale di ogni epoca outdoor e con 2,03 m, la 13ª indoor.

## Palmarès
| Anno | Manifestazione  | Sede         | Evento        | Risultato | Prestazione | Note                  |
| ---- | --------------- | ------------ | ------------- | --------- | ----------- | --------------------- |
| 1980 | Giochi olimpici | Mosca        | Salto in alto | 9ª        | 1,88 m      |                       |
| 1981 | Universiade     | Bucarest     | Salto in alto | Bronzo    | 1,94 m      | [ 2 ]                 |
| 1982 | Europei indoor  | Milano       | Salto in alto | 6ª        | 1,91 m      |                       |
| 1982 | Europei         | Atene        | Salto in alto | Argento   | 1,97 m      |                       |
| 1983 | Europei indoor  | Budapest     | Salto in alto | Oro       | 2,03 m      | Record dei campionati |
| 1983 | Universiade     | Edmonton     | Salto in alto | Oro       | 1,98 m      | [ 2 ]                 |
| 1983 | Mondiali        | Helsinki     | Salto in alto | Oro       | 2,01 m      |                       |
| 1987 | Europei indoor  | Liévin       | Salto in alto | Argento   | 1,94 m      |                       |
| 1987 | Mondiali indoor | Indianapolis | Salto in alto | 4ª        | 1,94 m      |                       |
| 1987 | Mondiali        | Roma         | Salto in alto | Argento   | 2,04 m      |                       |
| 1988 | Giochi olimpici | Seul         | Salto in alto | Bronzo    | 1,99 m      |                       |
| 1989 | Mondiali indoor | Budapest     | Salto in alto | Argento   | 2,00 m      |                       |
| 1991 | Mondiali indoor | Siviglia     | Salto in alto | Argento   | 1,97 m      |                       |
| 1991 | Mondiali        | Tokyo        | Salto in alto | 7ª        | 1,93 m      |                       |

## Altre competizioni internazionali
1985
- Coppa Europa di atletica leggera ( Mosca)